# Arhopala sibatica
Arhopala sibatica är en fjärilsart som beskrevs av John Nevill Eliot 1972. Arhopala sibatica ingår i släktet Arhopala och familjen juvelvingar. Inga underarter finns listade i Catalogue of Life.